# Bantiella columbina
Bantiella columbina es una especie de mantis de la familia Thespidae.

## Distribución geográfica
Se encuentra en Brasil, Colombia, Surinam y  Venezuela.